# Basta med Kasper Strömman
Basta med Kasper Strömman är en finsk dokumentärserie från 2022 som hade premiär i juni 2022. Programledare är Kasper Strömman.
Serien hade, under titeln Basta med Kasper, premiär i SVT Play och SVT den 3 april 2023. Första säsongen består av 6 avsnitt.

## Handling
Serien följer Kasper Strömman som trots att han är finländare inte delar sina landsmäns kärlek för bastubadande. Han badar bastu högst två gånger per år. I serien tar han reda på bastuns historia, han besöker olika typer av badstugor och utforskar vilken roll bastandet har.

## Medverkande i urval
- Kasper Strömman